# 大谷藤之助
大谷 藤之助（おおたに とうのすけ、1906年12月3日 - 1989年2月8日）は、日本の政治家。位階は従三位。勲等は勲一等。
参議院議員（4期）。大日本帝国海軍軍人。最終階級は海軍中佐。

## 経歴
- 1906年（明治39年）- 島根県生まれ。旧制浜田中学卒業
- 1925年（大正14年）- 海軍兵学校卒業（56期）。
- 1941年（昭和16年）- 第24航空戦隊参謀。
- 1942年（昭和17年）- 海軍大学校卒業（38期）。
- 1943年（昭和18年）5月- 第12航空艦隊参謀。
  - 8月-第2艦隊参謀。
- 1944年（昭和19年）- レイテ沖海戦第二艦隊参謀。
- 1945年（昭和20年）- 海軍省副官兼報道部員。
  - その後、公職追放となる[1]。
- 1951年（昭和26年）- 追放解除[2]。
- 1956年（昭和31年）- 第4回参議院議員通常選挙全国区当選（自由民主党）。
- 1960年（昭和35年）- 第1次池田内閣科学技術政務次官。
- 1980年（昭和55年）6月 - 第12回参議院議員通常選挙落選（無所属）。
  - 7月 - 永年在職議員表彰[3]。
- 11月 - 秋の叙勲で勲一等瑞宝章受章（勲三等からの昇叙）[4]。
- 1989年（平成元年）- 死去[5]。死没日をもって正六位から従三位に叙される[6]。

## 国政選挙歴
- 1953年（昭和28年）4月 - 第3回参議院議員通常選挙（緑風会）全国区 落選[7]
- 1956年（昭和31年）7月 - 第4回参議院議員通常選挙（自由民主党）全国区 当選[8]
- 1962年（昭和37年）7月 - 第6回参議院議員通常選挙（自由民主党）全国区 当選[9]
- 1968年（昭和43年）7月 - 第8回参議院議員通常選挙（自由民主党）全国区 当選[10]
- 1974年（昭和47年）7月 - 第10回参議院議員通常選挙（自由民主党）全国区 当選[11]
- 1980年（昭和55年）6月 - 第12回参議院議員通常選挙（無所属）全国区 落選[12]

## 役職
- 靖国神社事務総長。
- 日本遺族会顧問。

## 演じた俳優
- 伊吹徹 - 『連合艦隊』（1981年（昭和56年）、東宝）

## 証言
レイテ沖海戦にて戦艦「大和」の副砲長として乗艦していた深井俊之助が、栗田艦隊がレイテ湾に突入せずに反転したのは当時、栗田司令部の作戦参謀を務めていた大谷による電報の捏造が原因だったと主張しているが、当時通信士として栗田らの板第一艦橋に配属されていた都竹卓郎は、月刊「歴史街道」2015年1月号において、深井氏のレイテ沖海戦での数々の証言を否定しており、他の生存者の証言でも深井の主張と辻褄が合わない点が多くあり、現在は否定的に考えられている